# Celonites promontorii
Celonites promontorii är en stekelart som beskrevs av Brauns 1905. Celonites promontorii ingår i släktet Celonites och familjen Masaridae. Inga underarter finns listade.